# Векеляр-Казмаляр
Векеляр-Казмаляр — упразднённое село в Сулейман-Стальском районе Дагестана. На момент упразднения входило в состав Даркуш-Казмалярского сельсовета. Исключено из учётных данных в начале 1990-х годов.

## География
Село находилось между рекой Перенятаг и каналом Дашлунская канава, примерно в 2 км (по-прямой) к западу от окраины села Куллар.

## История
По данным на 1929 год хутор Векеляр-Казмаляр состоял 10 хозяйств, в административном отношении входил в состав Картас-Казмалярского сельсовета Касумкентского района. По данным на 1989 год входило в состав Даркуш-Казмалярского сельсовета.

## Население
| 1926 | 1939 | 1970 | 1989 |
| ---- | ---- | ---- | ---- |
| 22   | ↘13  | ↗38  | ↘7   |

По данным Всесоюзной переписи населения 1989 года, в национальной структуре населения лезгины составляли 100 %.